# Cuddly Toy
Cuddly Toy is een nummer van de Britse band Roachford. Het is de tweede single van titelloze debuutalbum uit 1988. In mei dat jaar werd het nummer oorspronkelijk op single uitgebracht. In januari 1989 werd het nummer heruitgebracht.

## Achtergrond
Andrew Roachford, frontman van de band, zei dat hij op zoek was naar een uptempo nummer dat hij kon opvoeren tijdens concerten. Daarom wilde hij "Cuddly Toy" aanvankelijk niet op het album zetten, maar alleen spelen tijdens de concerten van de bijbehorende tournee. Nadat hij positieve reacties ontving van het publiek en de platenmaatschappij, besloot hij het nummer toch op te nemen en op het album te zetten. Toen het nummer in mei 1988 ook op single verscheen, deed het in de eerste instantie niets in de hitlijsten. Een heruitgave uit januari 1989 leverde Roachford alsnog in diverse landen een hit op. In thuisland het Verenigd Koninkrijk was de plaat met een 4e positie in de UK Singles Chart zeer succesvol. In Ierland werd de 7e positie bereikt, in de Eurochart Hot 100 de 14e, Duitsland de 49e, de Verenigde Staten de 25e, Canada de 59e en Australië een bescheiden 73e positie.
In Nederland werd de single regelmatig gedraaid op de landelijke radiozenders en werd een radiohit in de destijds twee hitlijsten. De single bereikte de 18e positie in de Nederlandse Top 40 en piekte op een 17e positie in de Nationale Hitparade Top 100.
In België bereikte de single de  17e positie in de voorloper van  de Vlaamse Ultratop 50 en de 24e positie in de Vlaamse Radio 2 Top 30. In Wallonië werd géén notering behaald.